# Bartimaeus
Bartimaeus Jonathan Stroud angol író legismertebb könyvsorozatának, a Bartimaeus-trilógiának (Bartimaeus Trilogy) főszereplője, középszintű démon, azaz dzsinn. Pimasz, de találékony. A könyvek egy részében az ő szemszögéből látjuk az eseményeket. Más nevei: Rekhit, Hatalmas Negorzo, Ezüsttollú Kígyó, Szakar Al-Dzsini, Uruki Bartimaeus.

## A sorozat könyvei
- A szamarkandi amulett (The amulet of Samarkand)
- A gólem szeme (The golem’s eye)
- Ptolemaiosz kapuja (Ptolemy’s gate)
- Salamon király gyűrűje (Ring of Solomon)

## Főszereplők
- Bartimaeus
- Nathaniel/John Mandrake: a könyvekben legtöbbször ő Bartimaeus gazdája. Fiatal, nagyon tehetséges, okos és ravasz fiú. Először 12, majd 14 végül 17 éves a könyvekben.
- Kitty (Kathleen) Jones: közember, lázadó, ügyes, okos lány, az Ellenállás nevű szervezet tagja, később inkognitóban varázslást tanul, hogy megidézhesse Bartimaeust, és segítségével véget vessen a mágusok és a démonok közt folyó harcnak.
- Asmira: Sábából származó lány, örökletes őr Balkisz királynő szolgálatában. (4. rész)
- Salamon: Izrael királya. Nagy önuralma van, sosem emeli fel a hangját, mindig halkan, lágyan beszél. Gyűjti a régi, ritka, értékes tárgyakat. (4. rész)

## Szellemek
Minden szellem esszenciából, gáznemű, örökké változó anyagból áll. A saját dimenziójukban, amely a Másik Világ néven ismert, nincs határozott formájuk, ám a Földön kénytelenek valamiféle alakot felölteni. A magasabb rendű szellemek képesek az alakjukat változtatni: így nyernek enyhülést, ha a Föld kíméletlen anyagisága fájdalmat okoz az esszenciájuknak.
A szellemek az alábbi öt fő kategóriába sorolhatók:

### Koboldok
A legalacsonyabb rend tagjai trágárak, szemtelenek, és csupán csekély mágikus erővel bírnak. A zömüknek még az alakváltás képessége sem adatott meg. Mi sem könnyebb, mint egy koboldot irányítani, és még csak nagy veszélyt sem jelent a mágusra. Mindennél fogva aztán gyakran megidézik őket, és olyan apró-cseprő feladatokat végeztetnek velük, mint a padlósúrolás, trágyadomb eltakarítása, a futárkodás és az őrködés.

### Fóliótok
A koboldoknál jóval erősebb, de a dzsinneknél sokkal veszélytelenebb fóliótokat a mágusok sunyiságuk és ravaszságuk miatt kedvelik. Mivel viszonylag tűrhetően megy nekik az alakváltás, remek kémek.

### Dzsinnek
A szellemek legnépesebb osztálya a legnehezebben jellemezhető. Nincs közöttük két egyforma. Hiányzik belőlük a legnagyobb szellemek nyers ereje, ámbátor gyakran felülmúlják azokat okosságukban és vakmerőségben. Kiváló alakváltók, és a varázsigék egész arzenáljának vannak birtokában. A dzsinn a legtöbb hozzáértő mágus kedvenc rabszolgája. Legtöbbször varázsigék használatában remekelnek.

### Afriták
Bivalyerősek, jó kiállásúak, arrogánsak, mint a királyok, ugyanakkor nehéz a felfogásuk és ingerlékenyek. Nem olyan kifinomultak, mint a többi szellem, hatalmuk gyakran túltesz az intelligenciájukon. A történelem során uralkodók sora használta őket elővédnek a sorsfordító csatákban, de a kincsek őreiként is remekeltek.

### Maridok
Az öt közül a legveszedelmesebb és a legritkább fajta. Teljes mértékben megbíznak a saját mágikus erejükben, és előszeretettel változnak váratlanul hatalmas, ocsmány valamié, noha néha diszkrét, finom álcát is felöltenek. Csak a legnagyobb mágusok merik megidézni őket.
Minden mágus fél a szellemszolgáitól, ezért rendkívül találékony, ha arról van szó, milyen büntetésekkel biztosítsa engedelmességüket.A szellemek többsége így kénytelen-kelletlen megadja magát az elkerülhetetlennek: a lehető leghatékonyabban szolgálja a gazdáját, és - ösztönei ellenére - lelkesnek és udvariasnak mutatja magát, mivel tart a nemkívánatos következményektől.
a legtöbb szellem így tesz. Azonban akadnak kivételek.

## Síkok
A létezés hét síkja egymást fedik az időben. Az első síkon vannak a tömör tárgyak, a többi hat pedig az azokat körülvevő mágiát rejtik. A dzsinnek és magasabb szintű szellemek hét síkot, a fóliótok és magasabb rendű koboldok négyet, a macskák két síkot látnak.

## Magyarul
- Bartimaeus trilógia; Animus, Bp., 2004–2006
  - A szamarkandi amulett; ford. Tóth Tamás Boldizsár; 2004
  - A gólem szeme; ford. Pék Zoltán; 2005
  - Ptolemaiosz kapuja; ford. Pék Zoltán; 2006
- Bartimaeus. Salamon király gyűrűje; ford. Pék Zoltán; Animus, Bp., 2011

## Honlapok
- A trilógia hivatalos honlapja
- A könyvek új hivatalos honlapja